# Auckland Harbour Bridge
Die Auckland Harbour Bridge ist eine achtspurige Straßenbrücke über den Waitematā Harbour in Neuseeland. Sie verbindet die Saint Marys Bay in Auckland City mit North Shore City. Die Gesamtlänge des Bauwerks beträgt 1,15 km, die lichte Spannweite beträgt 243,8 m und die lichte Höhe 43,27 m. Sie ist Bestandteil des New Zealand State Highway 1 vom Stadtzentrum in Auckland in Richtung Orewa.
Zu den Hauptverkehrszeiten staut sich der Verkehr auf der Brücke sehr häufig, ist diese doch ein Nadelöhr auf der Verbindungsachse in die nördlichen Stadtteile.

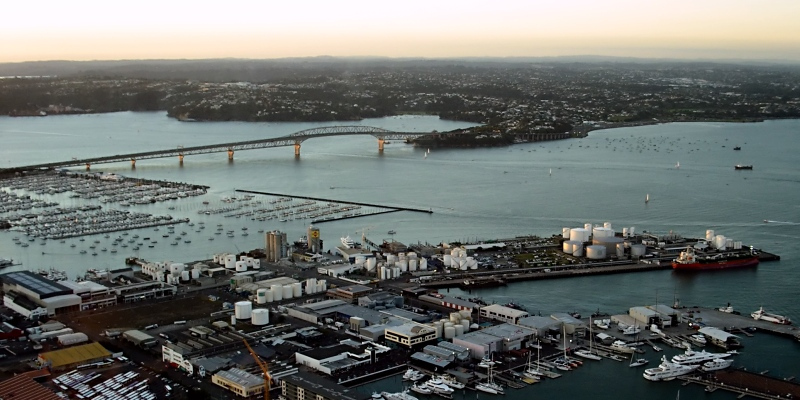
Auckland Harbour Bridge

## Bau und Konstruktion
Als die Brücke noch nicht existierte, erforderte die schnellste Verbindung von Auckland nach North Shore die Benutzung der Fähre. Auf der Straße war die Fahrt nur über den 40 km langen Umweg über West Auckland möglich.
Die Bauzeit zur Erstellung der Brücke betrug vier Jahre, die Brücke wurde am 30. Mai 1959 durch den Premierminister Sidney Holland eröffnet. Sie besaß zwei Fahrspuren je Richtung. Während der Bauarbeiten waren vier Todesopfer zu beklagen, für sie wurde am nördlichen Brückenkopf ein Gedenkstein errichtet.
Zunächst war die Brücke mautpflichtig, mit Mautstellen auf der Nordseite. Am 30. März 1984 wurde die Mautpflicht abgeschafft und die Mautstellen beseitigt.
Die vierspurige Brücke war bald dem Verkehr nicht mehr gewachsen, durch das rasche Anwachsen der Stadtteile an der Nordküste musste die Kapazität der Brücke vergrößert werden. 1969 wurden auf beiden Seiten der Brücke jeweils zwei Spuren hinzugebaut, so dass die Brücke nunmehr achtspurig ist. Hierzu wurden von einer japanischen Firma Spezial-Brückensegmente gebaut, die seitlich befestigt werden konnten. Deren Lebensdauer wurde mit 50 Jahren angegeben, aufgrund von Schäden müssen diese möglicherweise jedoch zeitiger erneuert werden.
Die Tragwerksplanung lag bei Freeman Fox & Partners (Gilbert Roberts, William Bronw).

## Weitere Erhöhung der Verkehrsdichte

### Verkehrssteuerungsmaßnahmen

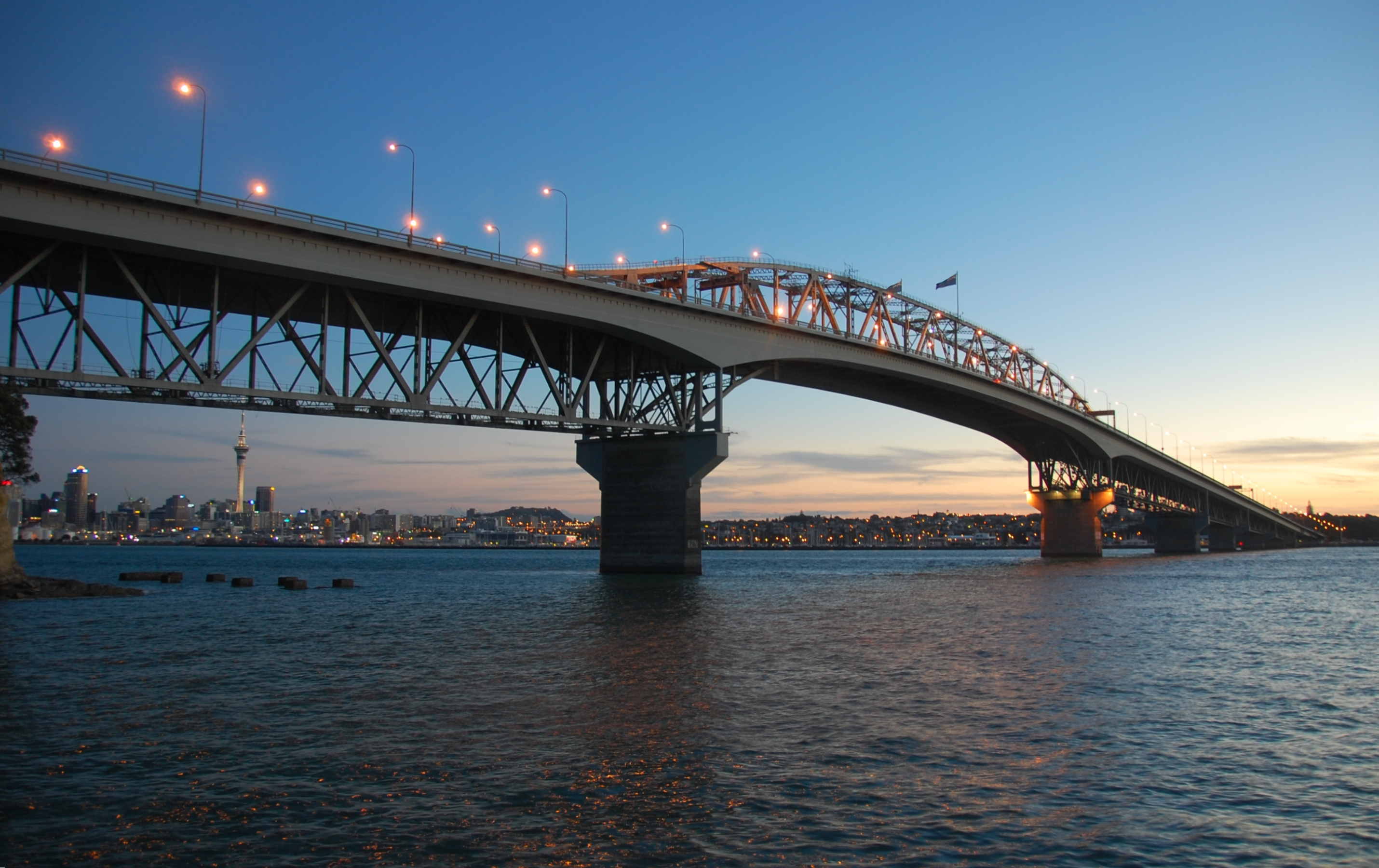
Auckland Harbour Bridge im Sonnenuntergang

Da die Verkehrsstärke stark tageszeitabhängig ist, wurde ein Steuerungssystem installiert, so dass die zwei mittleren Verkehrsspuren immer entsprechend der Hauptverkehrsrichtung benutzt werden. Das bedeutet, dass zur morgendlichen Hauptverkehrszeit immer fünf Spuren für den südwärtigen Verkehr in Richtung Auckland benutzt werden können, und nachmittags fünf Spuren für den nordwärtigen Verkehr. Zu den übrigen Zeiten sind die Spuren gleich aufgeteilt.
Lange Jahre erfolgte die Steuerung über mittig über der Fahrbahn angebrachte Lichtsignale. In den späten 1980er Jahren kam es zu einer Anzahl von Frontalzusammenstößen, deshalb wurde 1990 eine bewegliche Beton-Barriere installiert, mit der die Verkehrslenkung entsprechend den aktuell zu benutzenden Fahrspuren erfolgen kann. Diese Barriere wird automatisch viermal am Tag jeweils um eine Fahrspur versetzt, der ganze Vorgang dauert 40 Minuten.

### Zukünftige Pläne
Trotz der Erweiterung der Brücke und der Verkehrslenkungsmaßnahmen ist diese nach wie vor ein Nadelöhr, nicht zuletzt durch die immer stärkere Besiedlung der nördlichen Stadtteile von Auckland. Damit wächst der Bedarf für eine weitere Hafenüberquerung.
Hierzu gibt es mehrere Pläne, die den Bau einer neuen Brücke neben der bestehenden, einen Tunnel oder eine Kombination von beiden beinhalten. 1996 wurde eine detaillierte Machbarkeitsstudie erstellt, die derzeit eine neue Brücke ca. 500 m westlich der bestehenden oder einen Tunnel knapp östlich davon beinhalten. Eine endgültige Entscheidung ist aber noch nicht getroffen, wohl auch aufgrund der immensen Kosten und der städtebaulichen Auswirkungen im Umfeld dieses Projekts.